# Ixtoc I
Ixtoc I fue un pozo exploratorio de petróleo localizado en el golfo de México, a 965 kilómetros al sur de Texas y 94 kilómetros de Ciudad del Carmen. El 3 de junio de 1979, sufrió un reventón y se convirtió en el derrame más grande de la historia hasta entonces.
La empresa Pemex estaba perforando a una profundidad de 3,63 kilómetros un pozo de petróleo, cuando se perdió la barrena y con ella la circulación de lodo de perforación. Debido a esto, se perdió la estabilidad y hubo una explosión de alta presión la cual provocó el reventón. El petróleo entró en ignición debido a una chispa y la plataforma colapsó.
Las corrientes llevaron el petróleo a las zonas costeras de Campeche, Tabasco, Veracruz y Tamaulipas, así como a algunas zonas de Texas.
Durante los 280 días siguientes al del accidente del Ixtoc-1 (3 de junio de 1979 hasta el 24 de marzo de 1980) se vertió un volumen aproximado de 3,3 millones de barriles de crudo (530 300 toneladas). De esta cantidad se quemó el 50%, se evaporó el 16%, se recolectó el 5,4% y se dispersó el 28%, según informes de Pemex.
Pemex contrato a Conair Aviation para esparcir el dispersante químico Corexit 9527 sobre el petróleo derramado. Con un total de 493 misiones aéreas y tratando un total de 2800 km² (1100 millas cuadradas) de crudo.
El 9 de marzo de 1980, después de varios días de inyectar agua de mar por los dos pozos de alivio, se apagó totalmente el fuego del Ixtoc I y el 27 de marzo se selló, concluyendo el 5 de abril los trabajos de taponamiento.
Se estima que el desastre del Ixtoc-1, erogó 3 millones de pesos diarios para controlar el derrame dando un total de 840 millones de pesos gastados en todo el desastre, movilizando: 200 barcos, 12 aeronaves y 500 hombres.
Rancho Nuevo, una zona de anidación de tortugas golfinas, fue rescatada y miles de bebés tortugas fueron transportadas por avión hacia una zona segura.